# Colour us gold
Colour us gold is een muziekalbum van The Cats uit december 1969. Naast tekst van anderen verscheen op dit album eigen werk van de hand van vier Cats-leden: Arnold Mühren, Cees Veerman, Jaap Schilder en Theo Klouwer.
De elpee stond 18 weken in de albumlijst, waarvan vier weken op nummer 1. De elpee, waarvan 85.000 exemplaren werden verkocht, behaalde de goudstatus.

## Nummers
| Nummer | Naam                       | Geschreven door                   | Duur | Opmerkingen |
| --- | -------------------------- | --------------------------------- | ---- | ----------- |
| A1 | Scarlet ribbons            | Evelyn Danzig en Jack Segal       | 3:21 |             |
| A2 | I've gotta be goin'        | Jimmy Faragher                    | 2:21 |             |
| A3 | Mr. In Between             | John Nerger                       | 3:08 |             |
| A4 | For as long as you need me | Eric Woolfson                     | 2:32 |             |
| A5 | Songs we sang              | Benny Andersson en Lars Berghagen | 2:53 |             |
| A6 | Today                      | Theo Klouwer en John Möring       | 2:57 |             |
| A7 | Shaving cream              | Benny Bell                        | 2:30 |             |
| B1 | Why                        | Arnold Mühren                     | 4:04 |             |
| B2 | Freedom bird               | Lewis & Clarke                    | 2:59 |             |
| B3 | I don't want to be hurt    | Dan Greer                         | 2:45 |             |
| B4 | There she goes             | Cees Veerman                      | 2:22 |             |
| B5 | Why baby why               | Barry Mason en Les Reed           | 2:49 |             |
| B6 | Mandy my dear              | Jaap Schilder                     | 3:23 |             |
| B7 | Blue horizon               | Jack Green en Jay Laray Collins   | 3:26 |             |
| Later zijn er van dit album opnieuw versies op cd uitgebracht waarop bonustracks staan. Deze cd is net als alle andere platen van The Cats in 2014 opgenomen in het verzamelwerk Complete. Op deze uitgave waren de bonustracks als volgt: |                            |                                   |      |             |
| 15. | Marian                     | Arnold Mühren                     |      |             |
| 16. | Somewhere up there         | Piet Veerman                      |      |             |